# Rezoluția 739 a Consiliului de Securitate al ONU
Rezoluția 739 a Consiliului de Securitate al Organizației Națiunilor Unite, adoptată fără vot la 5 februarie 1992, după examinarea cererii de aderare a Republicii Moldova și cercetarea raportului întocmit de Comitetul pentru admiterea de noi membri, a recomandat Adunării Generale admiterea Republicii Moldova ca stat membru al Organizației Națiunilor Unite.

## Efect
Adunarea Generală a admis Republica Moldova ca stat membru al Organizației Națiunilor Unite la 2 martie 1992.